# Ligne 10 du métro de Madrid
Pour les articles homonymes, voir Ligne 10.
La ligne 10 du métro de Madrid traverse l'agglomération madrilène du nord au sud en partant du territoire de San Sebastián de los Reyes pour se terminer sur celui d'Alcorcón. Elle est constituée de 31 stations qui composent un parcours de 36,5 km entre les arrêts de Hospital Infanta Sofía et Puerta del Sur.
L'exploitation de la ligne se fait sur deux réseaux indépendants dont le centre est la station de Tres Olivos où les voyageurs doivent changer de rame pour continuer leur trajet.

## Tracé et stations

### Liste des stations
|  |   |  | Station                  | Zone | Communes                                | Correspondances                                                            |
|  | - |  | ------------------------ | ---- | --------------------------------------- | -------------------------------------------------------------------------- |
|  | ■ |  | Hospital Infanta Sofía   |      | San Sebastián de los Reyes              |                                                                            |
|  | • |  | Reyes Católicos          |      | San Sebastián de los Reyes              |                                                                            |
|  | • |  | Baunatal                 |      | San Sebastián de los Reyes              |                                                                            |
|  | • |  | Manuel de Falla          |      | Alcobendas                              |                                                                            |
|  | • |  | Marqués de la Valdavia   |      | Alcobendas                              |                                                                            |
|  | • |  | La Moraleja              |      | Alcobendas                              |                                                                            |
|  | • |  | La Granja                |      | Alcobendas                              |                                                                            |
|  | • |  | Ronda de la Comunicación |      | Madrid (Fuencarral-El Pardo)            |                                                                            |
|  | • |  | Las Tablas               |      | Madrid (Fuencarral-El Pardo)            | Ligne 1 du métro léger de Madrid                                           |
|  | • |  | Montecarmelo             |      | Madrid (Fuencarral-El Pardo)            |                                                                            |
|  | ■ |  | Tres Olivos              |      | Madrid (Fuencarral-El Pardo)            |                                                                            |
|  | • |  | Fuencarral               |      | Madrid (Fuencarral-El Pardo)            |                                                                            |
|  | • |  | Begoña                   |      | Madrid (Chamartín, Fuencarral-El Pardo) |                                                                            |
|  | • |  | Chamartín                |      | Madrid (Chamartín)                      | Ligne 1 du métro de Madrid · Cercanías Madrid                              |
|  | • |  | Plaza de Castilla        |      | Madrid (Chamartín, Tetuán)              | Ligne 1 du métro de Madrid · Ligne 9 du métro de Madrid                    |
|  | • |  | Cuzco                    |      | Madrid (Chamartín, Tetuán)              |                                                                            |
|  | • |  | Santiago Bernabéu        |      | Madrid (Chamartín, Tetuán)              |                                                                            |
|  | • |  | Nuevos Ministerios       |      | Madrid (Chamartín, Chamberí, Tetuán)    | Ligne 6 du métro de Madrid · Ligne 8 du métro de Madrid · Cercanías Madrid |
|  | • |  | Gregorio Marañón         |      | Madrid (Chamartín, Chamberí, Salamanca) | Ligne 7 du métro de Madrid                                                 |
|  | • |  | Alonso Martínez          |      | Madrid (Centre, Chamberí)               | Ligne 4 du métro de Madrid · Ligne 5 du métro de Madrid                    |
|  | • |  | Tribunal                 |      | Madrid (Centre)                         | Ligne 1 du métro de Madrid                                                 |
|  | • |  | Plaza de España          |      | Madrid (Centre, Moncloa-Aravaca)        | Ligne 3 du métro de Madrid · Ligne 2 du métro de Madrid                    |
|  | • |  | Príncipe Pío             |      | Madrid (Centre, Moncloa-Aravaca)        | Ligne 6 du métro de Madrid · Ligne R du métro de Madrid · Cercanías Madrid |
|  | • |  | Lago                     |      | Madrid (Moncloa-Aravaca)                |                                                                            |
|  | • |  | Batán                    |      | Madrid (Latina, Moncloa-Aravaca)        |                                                                            |
|  | • |  | Casa de Campo            |      | Madrid (Latina, Moncloa-Aravaca)        | Ligne 5 du métro de Madrid                                                 |
|  | • |  | Colonia Jardín           |      | Madrid (Latina)                         | Ligne 2 du métro léger de Madrid · Ligne 3 du métro léger de Madrid        |
|  | • |  | Aviación Española        |      | Madrid (Latina)                         |                                                                            |
|  | • |  | Cuatro Vientos           |      | Madrid (Latina)                         | Cercanías Madrid                                                           |
|  | • |  | Joaquín Vilumbrales      |      | Alcorcón                                |                                                                            |
|  | ■ |  | Puerta del Sur           |      | Alcorcón                                | Ligne 12 du métro de Madrid                                                |